# Alexander Holladay
Alexander Richmond Holladay (* 18. September 1811 im Spotsylvania County, Virginia; † 29. Januar 1877 in Richmond, Virginia) war ein US-amerikanischer Politiker. Zwischen 1849 und 1853 vertrat er den Bundesstaat Virginia im US-Repräsentantenhaus.

## Werdegang
Alexander Holladay besuchte die öffentlichen Schulen seiner Heimat und studierte später an der University of Virginia in Charlottesville. Nach einem Jurastudium und seiner Zulassung als Rechtsanwalt begann er in diesem Beruf zu arbeiten. Gleichzeitig schlug er als Mitglied der Demokratischen Partei eine politische Laufbahn ein. In seiner Heimat bekleidete er außerdem einige lokale Ämter. Von 1845 bis 1847 saß er im Abgeordnetenhaus von Virginia.
Bei den Kongresswahlen des Jahres 1848 wurde Holladay im sechsten Wahlbezirk seines Staates in das US-Repräsentantenhaus in Washington, D.C. gewählt, wo er am 4. März 1848 die Nachfolge von John Botts antrat. Nach einer Wiederwahl konnte er bis zum 3. März 1853 zwei Legislaturperioden im Kongress absolvieren. Von 1849 bis 1851 war er Vorsitzender des Ausschusses zur Kontrolle der Ausgaben des Marineministeriums. Seine Zeit als Kongressabgeordneter war von den Diskussionen um die Sklaverei im Vorfeld des Bürgerkrieges geprägt. Im Jahr 1852 verzichtete er auf eine erneute Kongresskandidatur.
Nach dem Ende seiner Zeit im US-Repräsentantenhaus praktizierte Alexander Holladay in Richmond als Anwalt. Zwischen 1857 und 1861 leitete er den Staatsausschuss für öffentliche Arbeiten (Virginia Board of Public Works). Er starb am 29. Januar 1877 in Richmond.